# Jakob Anton Ziegler
Jakob Anton Ziegler  (* 15. Juni 1893 in Nalbach; † 12. Mai 1944 im KZ Dachau) war ein deutscher katholischer Pfarrer und Märtyrerpriester des Bistums Trier.

## Leben

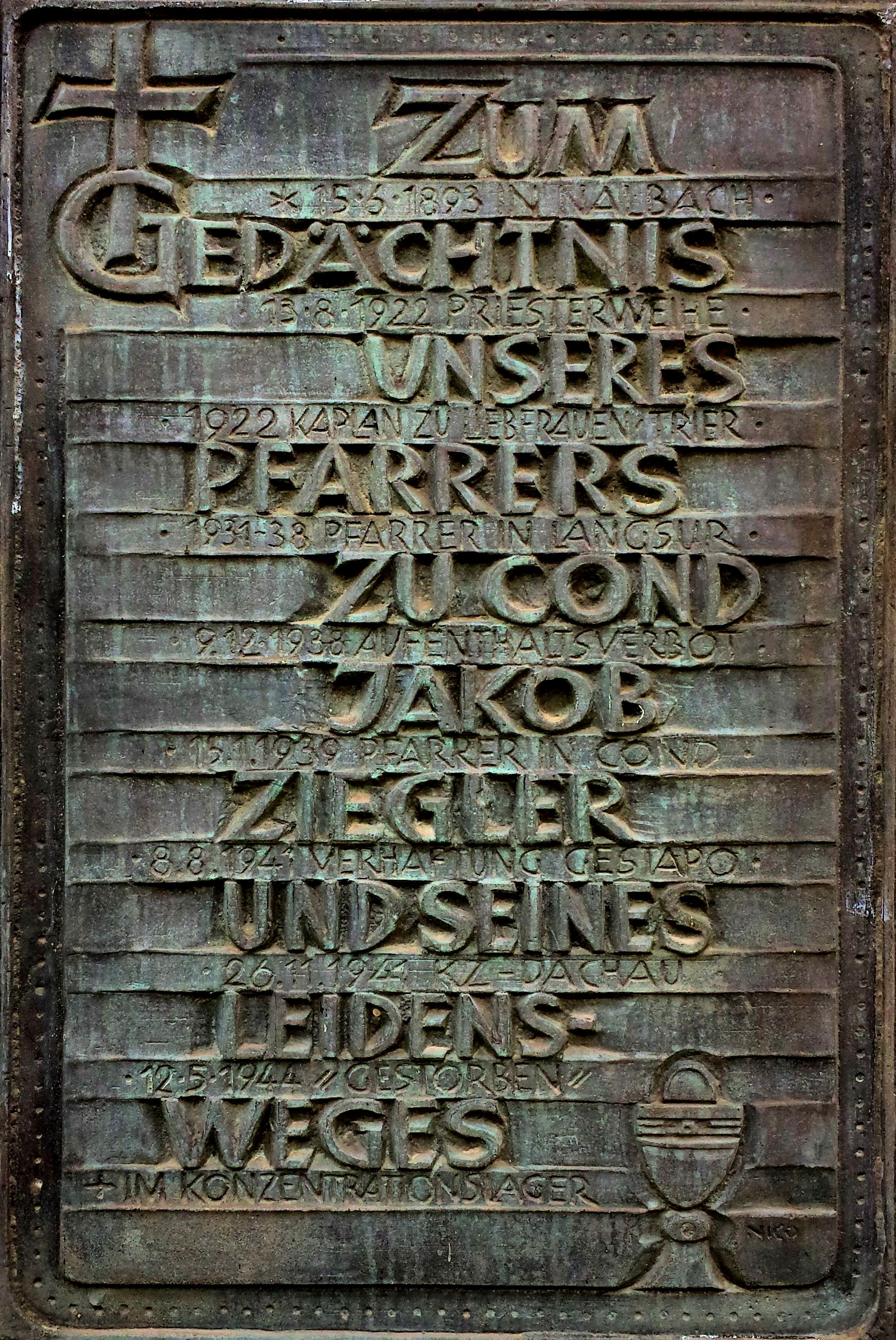
Gedenktafel für Pfarrer Jakob Ziegler an der Kriegergedächtniskapelle in Cochem-Cond

Jakob Anton Ziegler wurde als Sohn des Bergmanns Bernhard Ziegler und dessen Ehefrau Katharina Klein geboren und am 18. Juni 1893 in der Pfarrkirche St. Peter und Paul in Nalbach getauft. Seine Firmung erfolgte am 27. Oktober 1907 in der Jesuitenkirche in Trier. Seine Gymnasialzeit als Konviktschüler schloss er am Friedrich-Wilhelm-Gymnasium in Trier am 17. März 1914 mit dem Abitur ab.
Danach studierte er ab dem Jahr 1914 die Fächer Philosophie und Theologie am Bischöflichen Priesterseminar in Trier. Im Gefolge des Ersten Weltkrieges wurde Ziegler am 5. Januar 1915 zum Wehr- und Kriegsdienst einberufen und bei der Artillerie und im Sanitätsdienst in Belgien, Frankreich und Russland eingesetzt. Für seine Verdienste dabei wurde ihm das Eiserne Kreuz 2. Klasse verliehen. Nach dem Krieg setzte er sein Studium von 1918 bis 1922 fort und wurde am 13. August 1922 in Trier zum Priester geweiht.

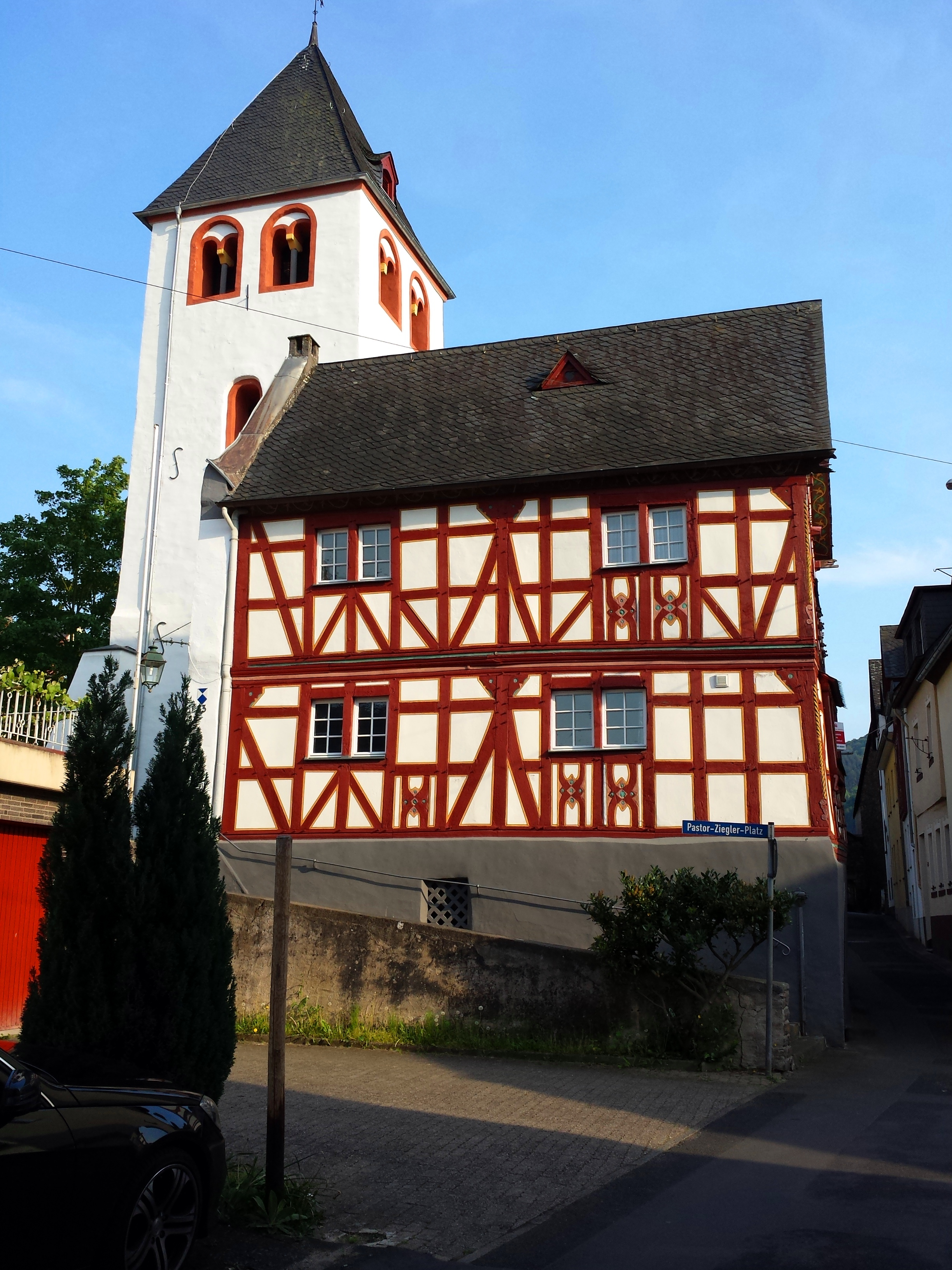
Der alte Kirchturm St. Remaclus und das Zehnthaus am Pastor-Ziegler-Platz in Cond

Am 19. August 1922 trat er seine erste Kaplanstelle in den Pfarreien Liebfrauen und St. Laurentius in Trier an, die er bis zum Mai 1931 wahrnahm. Am 15. November 1928 bestand er das Pfarrexamen mit Auszeichnung. Am 19. März 1931 wurde Ziegler zum Pfarrer von Langsur an der Sauer ernannt. Das Amt versah er bis zum Jahr 1938.
Ziegler nahm öffentlich Stellung gegen den aufkommenden Nationalsozialismus und engagierte sich diesbezüglich stark in der katholischen Jugendarbeit. So stand er ab dem Jahr 1931 im gegnerischen Fokus örtlicher und regionaler Nationalsozialisten. Am 8. Dezember 1938 wurde Ziegler durch die nationalsozialistische Geheime Staatspolizei (Gestapo) aus dem Regierungsbezirk Trier ausgewiesen. Das Bistum Trier versetzte Ziegler deshalb zum 30. Dezember 1938 als Pfarrer von Cond an der Mosel und damit in den Regierungsbezirk Koblenz. Hier setzte er seine öffentliche Widerstandstätigkeit gegen die Nationalsozialisten fort. Die Zivilgemeinden Langsur und Cond setzten gerichtlich die Zahlungen staatlicher Zusatzdeputate für seine Pfarrtätigkeit durch.

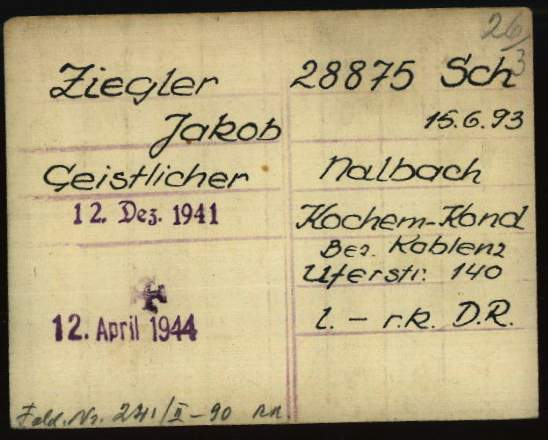
Registrierungskarte von Jakob Anton Ziegler als Gefangener in nationalsozialistischen Konzentrationslager Dachau

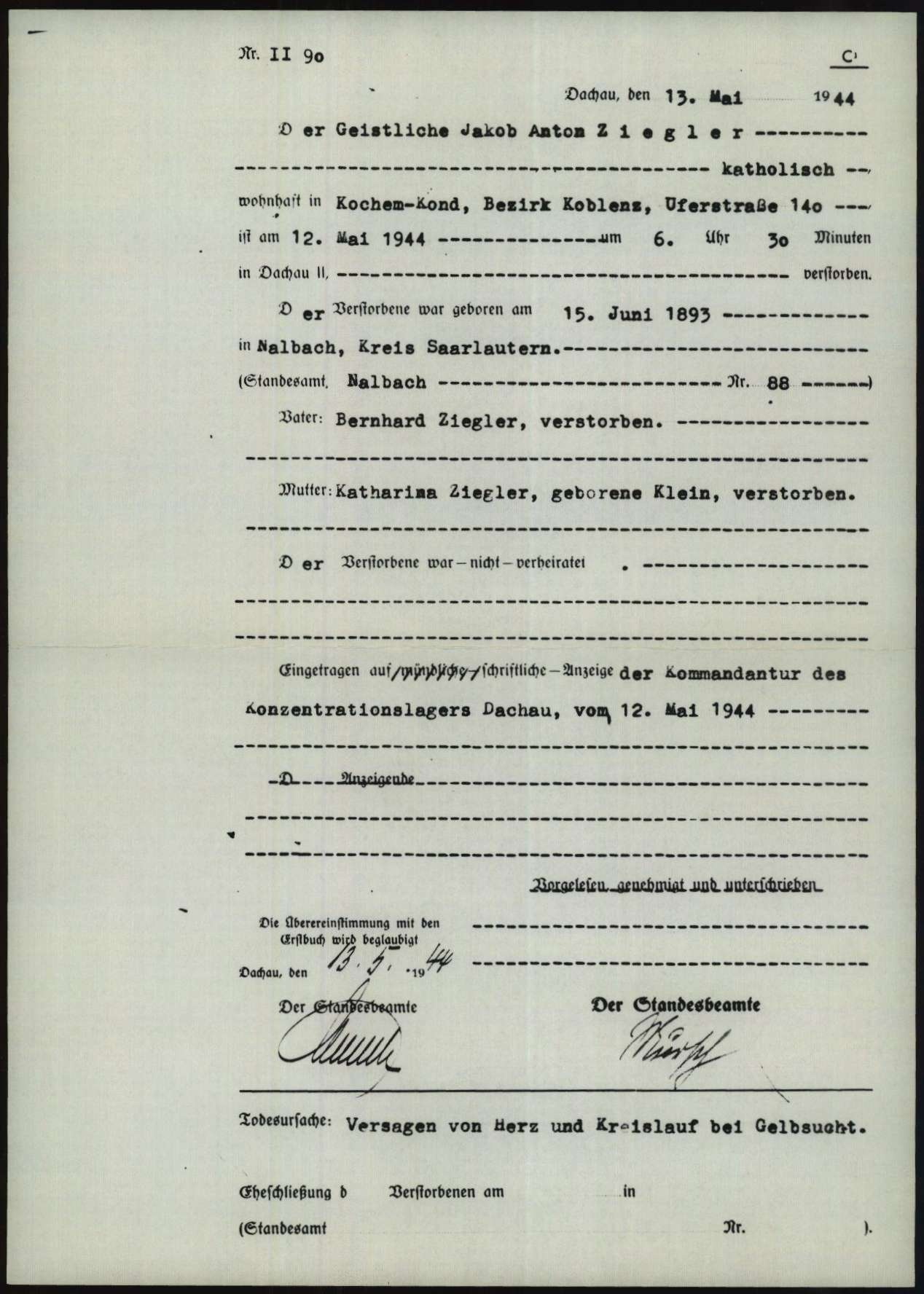
Sterbeurkunde von Jakob Anton Ziegler als Gefangener in NS-Konzentrationslager Dachau

Am 8. August 1941 wurde Ziegler durch die Gestapo verhaftet und ins Staatsgefängnis in Koblenz eingeliefert. Mit Wirkung vom 26. November 1941 wurde über Ziegler eine Inschutzhaftnahme wegen Volksverhetzung verhängt. Am 12. Dezember 1941 wurde er ins KZ Dachau eingeliefert. Hier starb Ziegler in Folge der Lagerhaft am 12. Mai 1944. Er wurde am 16. Mai 1944 in Dachau verbrannt und seine Asche in ein Massengrab geschüttet.

## Ehrungen
- Am 12. Mai 1994 wurde in Cond an der Mosel der Platz am alten Kirchturm nach Jakob Anton Ziegler benannt (Jakob-Ziegler-Platz). An dem romanischen Kirchturm sowie im Hof der neuen Pfarrkirche erinnern Gedenktafeln an Ziegler.
- Am 12. Mai 1999 wurde in Zieglers Geburtsort Nalbach das Jakob-Ziegler-Haus eingeweiht.
- Im Jahr 1999 wurde Jakob Ziegler in das deutsche Martyrologium des 20. Jahrhunderts als Glaubenszeuge aufgenommen.
- Im Rahmen der Aktion „Stolpersteine“ des Kölner Künstlers Gunter Demnig wurde am 1. Juli 2005 ein Pflasterstein für Ziegler in der Trierer Jesuitenstraße verlegt. Ein weiterer Stolperstein wurde in Nalbach, seinem Geburtsort, verlegt.
- Im Jahr 2006 wurde eine Erinnerungsplakette an der Pfarrkirche von Langsur an der Sauer für Ziegler angebracht.
- In Nalbach wurde im Jahr 1994 der Pastor-Jakob-Ziegler-Platz, im Jahr 2000 der Jakob-Ziegler-Weg nach Ziegler benannt.[2]